# Octotoma
Octotoma es un género de escarabajos  de la familia Chrysomelidae. En 1837 Chevrolat describió el género. Contiene las siguientes especies:
- Octotoma brasiliensis Weise, 1921
- Octotoma championi (Baly, 1885)
- Octotoma crassicornis Weise, 1910
- Octotoma gundlachii Suffrian, 1868
- Octotoma intermedia Staines, 1989
- Octotoma marginicollis (Horn, 1883)
- Octotoma nigra Uhmann, 1940
- Octotoma plicatula (Fabricius, 1801)
- Octotoma puncticollis Staines, 1994
- Octotoma scabripennis Guérin-Méneville, 1844
- Octotoma variegata Uhmann, 1954